# Kakuro

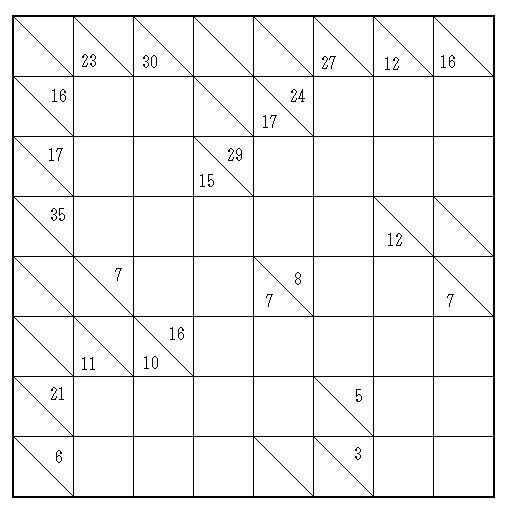
Một bài Kakuro dạng đơn giản,
Quy ước rằng các ô gạch chéo là khối đen

Kakuro hay còn gọi là KaKro là một trò chơi trí tuệ xuất phát từ Nhật Bản. Tại Nhật, tên gọi trò này được viết gọn từ kasan kurosu (加算クロス); hiện nay nó phổ biến khắp thế giới với tên gọi Cross Sums. Mức độ phổ biến của Kakuro tại Nhật chỉ đứng sau Sudoku.

## Quy tắc vàng
Kakuro là một loại trò chơi ô số, với các ô xếp theo hàng ngang và hàng dọc đan xen nhau, gọi là các khối. Số trong các ô đen gọi là manh mối, số này cho bạn biết nó là tổng của các số trong các ô trắng của khối đó. Dưới đây là các quy tắc vàng của Kakuro: 
- Tất cả các ô trắng phải được điền bằng các số từ 1 đến 9.
- Mỗi manh mối là đáp án cho một tổng của các số sẽ được điền vào các ô trắng của manh mối đó.
- Không một số nào được xuất hiện hai lần trong bất kỳ khối nào.